# معیار پایداری نایکوئیست

نمودار نایکوئیست برای تابع.

معیار پایداری نایکوئیست(به انگلیسی: Nyquist stability criterion) در تئوری کنترل روشی است جهت بررسی پایداری یک سیستم کنترل بازخورد که توسط مهندس برق آمریکایی هری نایکوئیست از آزمایشگاه بل و در سال ۱۹۳۲ ارائه گردید.

## نمودار نایکوئیست
نمودار نایکویست یک نمودار پارامتری از پاسخ فرکانسی است که در کنترل خودکار و پردازش سیگنال استفاده می‌شود. رایج‌ترین کاربرد نمودارهای نایکویست، ارزیابی پایداری یک سیستم دارای فیدبک است. در مختصات کارتزین، بخش حقیقی تابع تبدیل روی محور X و بخش موهومی آن روی محور Y رسم می‌شود. فرکانس به‌عنوان یک پارامتر متغیر است و این موضوع باعث می‌شود برای هر فرکانس یک نقطه به‌دست آید.
همین نمودار با استفاده از مختصات قطبی نیز می‌تواند توصیف شود، که در آن بهره تابع تبدیل مقدار شعاع و فاز تابع تبدیل زاویه آن است. این نمودار به افتخار هری نایکویست، مهندس سابق آزمایشگاه‌های بل، نام‌گذاری شده است.
ارزیابی پایداری یک سیستم فیدبک منفی حلقه‌بسته با اعمال کردن معیار پایداری نایکویست بر نمودار نایکویست سیستم حلقه‌باز (یعنی همان سیستم بدون فیدبک) انجام می‌شود. این روش حتی برای سیستم‌هایی که دارای تأخیر یا توابع تبدیل غیرگویا هستند و ممکن است تحلیلشان با استفاده از روش‌های دیگر دشوار باشد، نیز به‌راحتی قابل استفاده است. پایداری با بررسی تعداد محاصره‌های نقطه (1−, 0) تعیین می‌شود. همچنین محدوده بهره‌هایی که سیستم در آن پایدار باقی می‌ماند، از طریق بررسی نقاط تلاقی با محور حقیقی مشخص می‌شود.
نمودار نایکویست می‌تواند اطلاعاتی درباره‌ی شکل تابع تبدیل ارائه دهد. برای مثال، این نمودار با توجه به زاویه‌ای که منحنی به مبدأ نزدیک می‌شود، اطلاعاتی درباره‌ی تفاوت بین تعداد صفرها و قطب‌های تابع تبدیل ارائه می‌دهد.
زمانی که نمودار با دست رسم می‌شود، گاهی از نسخه‌ای ساده‌شده استفاده می‌شود که خطی بودن منحنی را نشان می‌دهد، اما مختصات آن به‌گونه‌ای تغییر می‌یابد که جزئیات بیشتری از نواحی مورد نظر را نمایش دهد. هنگام رسم نمودار به‌صورت محاسباتی، باید دقت کرد که تمام فرکانس‌های مهم پوشش داده شوند. این معمولاً به این معناست که پارامتر به‌صورت لگاریتمی تغییر داده می‌شود تا بتوان بازه‌ی وسیعی از مقادیر را پوشش داد.

## پس زمینه
ریاضیات مربوط به تحلیل پایداری سیستم‌ها از تبدیل لاپلاس استفاده می‌کند؛ این تبدیل، مشتق‌ها و انتگرال‌های موجود در حوزه زمان را به ضرب و تقسیم ساده در حوزه s تبدیل می‌کند.
در نظر بگیرید سیستمی را که تابع تبدیل آن به‌صورت G(s) تعریف شده است. اگر این سیستم در یک حلقه بسته با فیدبک منفی به‌صورت H(s) قرار گیرد، تابع تبدیل حلقه بسته (CLTF) به‌شکل زیر خواهد بود:
G(s) / [1 + G(s)H(s)]
پایداری این سیستم را می‌توان با بررسی ریشه‌های چندجمله‌ای عامل کاهش حساسیت 1 + G(s)H(s) تعیین کرد؛ برای مثال، با استفاده از آرایه راث. با این حال، این روش ممکن است تا حدی زمان‌بر و پیچیده باشد. راهکار ساده‌تری نیز وجود دارد: بررسی تابع تبدیل حلقه باز G(s)H(s) با استفاده از نمودار بود یا (همانند اینجا) نمودار قطبی بر اساس معیار نایکویست.
هر تابع تبدیل در حوزه لاپلاس، مانند T(s)، را می‌توان به‌صورت نسبت دو چندجمله‌ای نوشت:
T(s) = N(s) / D(s)
در این رابطه، ریشه‌های N(s) را صفرهای تابع تبدیل (zeros) و ریشه‌های D(s) را قطب‌های تابع تبدیل (poles) می‌نامند. قطب‌های تابع تبدیل، همچنین، ریشه‌های معادله مشخصه D(s) = 0 نیز محسوب می‌شوند.
پایداری تابع تبدیل T(s) با موقعیت قطب‌های آن مشخص می‌شود: برای آنکه سیستم پایدار باشد، باید قسمت حقیقی همه قطب‌ها منفی باشد (یعنی در نیم‌صفحه چپ صفحه مختلط قرار گیرند).
اگر T(s) از بستن یک حلقه فیدبک منفی واحد حول تابع تبدیل حلقه باز حاصل شده باشد، به‌صورت:
G(s)H(s) = A(s) / B(s)
در این حالت، ریشه‌های معادله مشخصه همان صفرهای تابع 1 + G(s)H(s) هستند، یا به‌عبارتی ریشه‌های معادله زیر:
A(s) + B(s) = 0